# Ruini Florence
Le club Ruini Florence est le club volley-ball de Florence (et qui a plusieurs fois changé de nom en raison de changements de sponsors principaux) a aujourd'hui disparu.

## Historique
- 1963 : le club prend le nom de Ruini.
- 1976 : le club prend le nom de Cus.

## Palmarès
- Championnat d'Italie : 1964, 1965, 1968, 1971, 1973
- Coupe des vainqueurs de coupe : 1973